# 尤傑·葛洛佛
尤傑·葛洛佛（英語：Euge Groove，1962年11月27日—），本名史蒂芬·尤傑·葛洛夫（Steven Eugene Grove），是一位美國薩克斯風演奏家，出生於馬里蘭州黑格斯敦。
尤傑·葛洛佛的母親是位鋼琴家，因此從小與母親學習鋼琴。後來，進入邁阿密大學攻讀古典音樂，便到各地的樂團擔任薩克斯風手，直到大學畢業後，才在洛杉磯加入神奇發電廠，自此有固定樂團而穩定下來。2000年開始，尤傑·葛洛佛發行個人第一張專輯《Euge Groove》，現今已發行到個人第十張專輯《Still Euge》，曲風都徘徊於Smooth Jazz。

## 專輯
- 《Euge Groove》（2000）
- 《Play Date》（2002）
- 《Livin' Large》（2004）
- 《Just Feels Right 》（2004）
- 《Borm2Groove》（2007）
- 《Sunday Morning》（2009）
- 《S7ven Large》（2011）
- 《House of Groove》（2012）
- 《Got 2 be Groovin》（2014）
- 《Still Euge》（2016）

## 外部連結
- 尤傑·葛洛佛官方網站 （页面存档备份，存于）